# PGC 83677
LEDA/PGC 83677 ist eine linsenförmige Galaxie vom Hubble-Typ SB0-a im Sternbild Haar der Berenike am Nordsternhimmel. Sie ist schätzungsweise 278 Millionen Lichtjahre von der Milchstraße entfernt.
Studien haben bei der Galaxie Anzeichen für ein monströses Schwarzes Loch entdeckt, das hochenergetische Röntgenstrahlung und ultraviolettes Licht ausspuckt.